# Sukhothai (provincie)
Sukhothai is een Thaise provincie in het noorden van Thailand. In december 2002 had de provincie 625.099 inwoners, waarmee het de 40e provincie qua bevolking in Thailand is. Met een oppervlakte van 6596,1 km² is het de 31e provincie qua omvang in Thailand. De provincie ligt op ongeveer 427 kilometer van Bangkok. Sukhothai grenst aan de provincies/landen: Phrae, Uttaradit, Phitsanulok, Kamphaeng Phet, Tak, Lampang. Sukhothai ligt niet aan zee.

## Provinciale symbolen
|  | Het provinciale zegel toont koning Ramkhamhaeng de Grote gezeten op de Managkhasila Asana troon. De provinciale vlag is horizontaal verdeeld in rood/geel/groen (1:2:1) met het provinciale zegel op de bovenste takelzijde van de vlag. De provinciale boom is Afzelia xylocarpa (Thai: มะค่าโมง makhamong). De provinciale bloem is Nymphae lotus (Thai: บัวสาย boewa saj). |

## Klimaat
De gemiddelde jaartemperatuur is 29 graden.

## Politiek

### Bestuurlijke indeling
De provincie is onderverdeeld in 9 districten (Amphoe).
| Amphoe 1. Sukhothai 2. Ban Dan Lan Hoi 3. Khiri Mat 4. Kong Krailat 5. Si Satchanalai 6. Si Samrong 7. Sawankhalok 8. Si Nakhon 9. Thung Saliam |

## Prestatie-index
United Nations Development Programme (UNDP) in Thailand heeft sinds 2003 voor subnationaal niveau een Index van de menselijke prestatie (Human Achievement Index - HAI) gepubliceerd op basis van acht belangrijke gebieden van de menselijke ontwikkeling. Provincie Sukhothai neemt met een HAI-waarde van 0,6239 de 37e plaats in op de ranglijst. Tussen de waarden 0,6209 en 0,6342 is dit "gemiddeld".
| Hoofdgroep                    | Aantal graadmeters | Ranglijst |
| ----------------------------- | ------------------ | --------- |
| Volksgezondheid               | 7                  | 68e       |
| Onderwijs                     | 4                  | 45e       |
| Werkomstandigheden            | 4                  | 55e       |
| Huishoudelijk inkomen         | 4                  | 36e       |
| Huisvesting en leefomgeving   | 5                  | 27e       |
| Familie- en gemeenschapsleven | 6                  | 34e       |
| Transport en communicatie     | 6                  | 41e       |
| Deelname aan politiek, enz.   | 4                  | 12e       |